# Svartfjellet
Svartfjellet (płn.-lap. Muvrarášša) – najwyższy szczyt na wyspie Kvaløya w Finnmark w Norwegii. Położony jest na granicy gmin Hammerfest i Kvalsund. 